# 260
Криза Римської імперії у 3 столітті. Період тридцяти тиранів. Відколюються Галльська імперія і Пальмірське царство. В імперії продовжується чума Кипріяна. У Китаї триває період трьох держав, в Японії — період Ямато, в Індії період занепаду Кушанської імперії, у Персії править династія Сассанідів.
На території лісостепової України Черняхівська культура. У Північному Причорномор'ї готи й сармати.

## Події
- Під Едесою імператор Валеріан потрапляє в полон до персів.
- Утворення Галльської імперії. Римський полководець Постум проголошує себе імператором новоствореної держави.
- Утворення сепаратистського Пальмірського царства, до якого входили римські провінції Сирія, Палестина, Єгипет і велика частина Малої Азії. Правителем стає Оденат.
- Римський імператор Галлієн призначає співправителем свого молодшого сина Салоніна, який, втім, помирає від рани у липні того ж року. В римській провінції Паннонія повсталі війська проголошують імператором Інгенуя (того ж року вбитий в Мурсі), в провінції Мезія імператором проголошений Регаліан (того ж року вбитий в Карнунті), в Ахеї — Валент (вбитий у 261 році). В провінції Сирія війська обирають імператором Макріана Старшого, який призначає співправителям своїх синів Макріана Молодшого та Квієта.